# José F. Vásquez
José Francisco Vásquez Cano (Arandas, Jalisco, México, 4 de octubre de 1896 - Ciudad de México, 19 de diciembre de 1961) fue un músico mexicano del siglo XX que desarrolló una distinguida carrera como director de orquesta, compositor, pianista, académico, promotor cultural, funcionario público, así como fundador de instituciones culturales.
De acuerdo con José J. Vásquez Torres, “el caso del maestro José F. Vásquez forma parte de una larga lista de notables músicos mexicanos que solamente son conocidos por los especialistas en la materia pero que son totalmente desconocidos para el gran público en general; no solo como compositores, sino también como personajes distinguidos de la historia cultural” de este país latinoamericano.

## Biografía
José F. Vásquez nació el 4 de octubre de 1896 en la ciudad de Arandas, estado de Jalisco, México. Se distinguió a temprana edad como pianista y ganó el concurso nacional de 1910. El premio le fue concedido por el presidente Porfirio Díaz. En el Conservatorio Nacional de Música, José F. Vásquez estudió composición con Julián Carrillo y Rafael J. Tello, con César Del Castillo piano, y con Horacio Ávila el violonchelo.
En 1917 fue miembro fundador del Conservatorio Libre de Música. Tal institución fue clausurada en 1921. En 1920 fundó la Escuela Libre de Música y Declamación (cambiando su nombre posteriormente a Escuela Libre de Música) y en 1929 fue fundador de la Facultad de Música de la Universidad Nacional Autónoma de México, institución en la que dio clases de composición y solfeo.
En 1936, junto con José Rocabruna, fue nombrado director de la Orquesta Sinfónica Popular de la Universidad Nacional Autónoma de México, hoy Orquesta Filarmónica de la UNAM. José F. Vásquez trabajó con esa orquesta durante veinticinco años cuando el director titular era José Rocabruna. Entre los compositores cuyas óperas dirigió en ese escenario deben mencionarse Ricardo Castro, Heliodoro Oseguera, Rafael J. Tello, y no faltaron tampoco sus propias óperas, como El mandarín, El Rajah y Citlali (premiada en el Concurso de Opera de El Universal en 1923). Vásquez compuso su Tercer concierto para piano entre 1935 y 1936 y dedicó la partitura a su hija Lucina. La obra fue estrenada el 6 de diciembre de 1936 por la pianista Sara Caso y la Orquesta de la Universidad bajo la dirección de Hans Kindler. En 1954, con la colaboración del pianista Carlos Vázquez, la partitura del concierto fue sometida a algunas revisiones y surgió así la segunda versión del Tercer concierto para piano de José F. Vásquez, que en algún momento fue confundida con un hipotético Cuarto concierto. Esta versión revisada de la obra fue estrenada en el Teatro de Bellas Artes en 1956. Su ópera El último sueño fue estrenada en el Palacio de Bellas Artes el 28 de mayo de 1961 por Plácido Domingo. 
José F. Vásquez compuso más de 200 obras. Su catálogo incluye siete óperas, cuatro sinfonías, tres conciertos para piano y orquesta, dos conciertos para violín y orquesta, el tríptico sinfónico Tres acuarelas de viaje, la Sinfonietta, la Suite romántica para orquesta de cuerdas, una Misa de réquiem, el ballet La Ofrenda, la cantata IV Centenario de la UNAM, la cantata Liberación, una rica serie de 60 Lieder con textos en español y en latín, además de numerosos estudios para piano, tríos, sonatas, romanzas para cuerdas y piano, mazurcas y preludios para piano; todas ellas integrantes de un acervo recuperado tras un prolongado periodo de ardua investigación, debido al extravío de más de casi tres décadas. Hoy, todo ese material está identificado y disponible para ser interpretado a través de los herederos del compositor.
Durante su larga carrera, Vásquez tuvo la oportunidad de dirigir a distinguidos solistas, entre los que podemos mencionar a Ruggiero Ricci, Henryk Szering, György Sándor, Micha Ellman, Alirio Díaz, José Iturbi, Higinio Ruvalcaba, Luz María Puente, José Kahan, James Stagliano, Carlos Vázquez, Juan D. Tercero, Walter Hautzig, Raya Garbousova, Gloria Torres, Theo Bruins, María Bonilla, Consuelo Villalón, Luis García Renart, Shura Cherkassky, Enrique Serratos, Eugenia Rocabruna, Gaspar Cassadó, Michèle Auclair, Eric Landerer, Carmen Azuela, Daniel Ayala, Benno Moiseiwitsch, Rosa Rimoch, Eva María Heinitz, Miguel García Mora, William Primrose, Robert Goldsand, Stella Lechuga, María Elena Barrientos, Alfred Brendel, Socorro Salas, María Luisa Rangel, Domingo González, Rudolph Firkusny, Josefina Aguilar, Ann Schein,Zvi Zeitlin, Paul Loyonnet, Vida Chemowth, Sara Caso, Edmundo Méndez, Alexander Uninsky, Luis Herrera de la Fuente, Carlos del Castillo, Toni and Rosi Grunschlag, y muchos otros.
En vida se le confirió a José F. Vásquez el título de "Hijo Predilecto del Estado de Jalisco" y fue nombrado depositario legal de la obra de Ricardo Castro por los herederos de ese compositor. Nombrado por el Rector de la UNAM, doctor Gustavo Baz, fue director de la Radiodifusora de la Universidad.Fue jefe de la sección de música del Gobierno del Distrito Federal (Ciudad de México). Como director de orquesta se presentó como batuta huésped de las orquestas más importantes de norte y Centroamérica y Europa. Dio a conocer la obra de Daniel Ayala, de José Pablo Moncayo, de Manuel María Ponce y la suya misma en España, Inglaterra, Francia, Alemania, Suecia, Noruega, Yugoslavia y Japón. Fue el primer director mexicano que dirigió en Japón como huésped de las orquestas sinfónicas de Osaka y Tokio. Fue el primer director en ejecutar música en el Palacio de Bellas Artes.
Murió en la Ciudad de México el 19 de diciembre de 1961, a la edad de 66 años, y dejó una muy amplia y aún desconocida obra cuyas primeras muestras se han grabado recientemente:
- dos romanzas para chelo por el violonchelista mexicano Ignacio Mariscal
- dos Lieder para soprano y orquesta de cámara por Alauda Ensamble, bajo la dirección de Samuel Maynez;
- Tercer concierto para piano y orquesta, por el pianista mexicano Arturo Nieto y la Orquesta Filarmónica de Querétaro bajo la dirección de José Guadalupe Flores.
- Virgencita del alma, de la ópera Los compañeros de la hoja, por la soprano mexicana Verónica Murúa y la Orquesta Juvenil Universitaria Eduardo Mata bajo la dirección de Iván López Reynoso.
- Los arroyos de la cuna, de la ópera El último sueño y Virgencita del alma, de la ópera Los compañeros de la hoja, por la soprano mexicana Katia Reyes y la pianista mexicana Margarita Muñoz-Rubio.

## Catálogo de obras

### Conciertos
- Dos conciertos para violín y orquesta
- Tres conciertos para piano y orquesta
- El tercer concierto para piano y orquesta tiene dos versiones: la primera versión de 1935-1936 / la segunda versión de 1956.

### Obras escénicas

#### Óperas
- Citlali, ópera en un acto con libreto de Manuel M. Bermejo.
- El Rajah, ópera en un acto y tres cuadros con libreto de Manuel M. Bermejo.
- El mandarín, ópera en un acto y trece cuadros con libreto de Manuel M. Bermejo.
- El último sueño, ópera en un acto y tres cuadros con libreto de Manuel M. Bermejo (estreno 1961, con participación de Plácido Domingo).
- Monna Vanna, ópera basada en la obra homónima de Maurice Maeterlinck.
- Los mineros, ópera en tres actos con libreto de Andrés Molinar Enríquez.
- Vasco Núñez de Balboa, ópera en dos actos con libreto de Cristián Caballero.

#### Operetas
- Los compañeros de la hoja, (sin datos, en algunas fuentes se clasifica como ópera).

#### Ballets
- La ofrenda, ballet.

### Música de cámara
- Suite romántica, para orquesta de cámara.

### Música instrumental
- Dos romanzas para chelo grabadas por Ignacio Mariscal, vc. y Carlos Pecero, pno. en el disco México y el violonchelo de la compañía Spartacus.

### Música sinfónica
- Cinco sinfonías
- Sinfonietta
- Acuarelas de viajes, tríptico sinfónico
- Estampas, poema sinfónico

### Trozos orquestales
- Intermezzo sinfónico de la ópera El Mandarín.

### Música vocal
- Dos canciones de concierto para soprano y orquesta de cámara
- 60 canciones de concierto para voz y piano con textos en castellano y latín
- Misa de Requiem
- Cantata en honor al IV Centenario de la Universidad Nacional Autónoma de México
- Cantata Liberación

### Arreglos orquestales
- Intermezzo de la ópera Atzimba (Ricardo Castro)
- Andante para instrumentos de arco (Rafael J. Tello)